# Lithophane leautieri
Lithophane leautieri är en fjärilsart som beskrevs av Jean Baptiste Boisduval 1829. Lithophane leautieri ingår i släktet Lithophane och familjen nattflyn. Inga underarter finns listade i Catalogue of Life.

## Bildgalleri

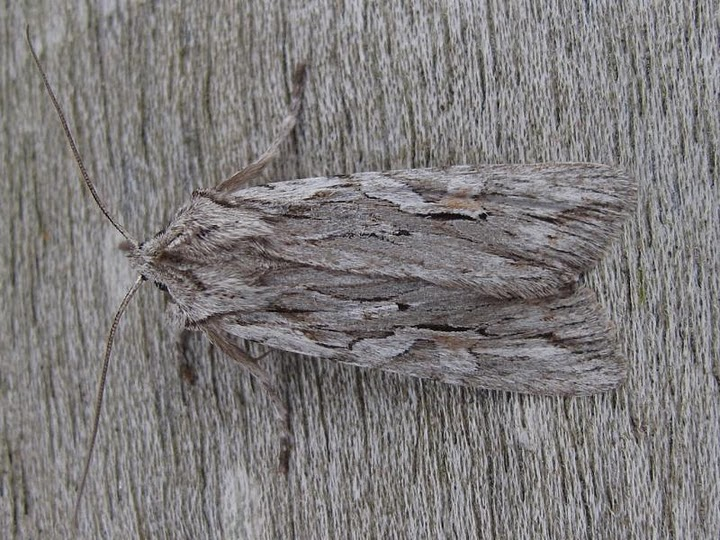